# Plage urbaine de Verdun
 (juillet 2023).
La plage urbaine de Verdun (ou plage de Verdun) est une plage sur le fleuve Saint-Laurent située dans l'arrondissement de Verdun à Montréal, Québec. 
La plage est inaugurée le 20 juin 2019 par la mairesse Valérie Plante, cinq ans après le lancement officiel du projet.
L'arrondissement de Verdun utilise une technologie, le ColiMinder, qui permet d’évaluer la qualité de l’eau toutes les 15 minutes et d’avoir les résultats en temps réel.

## Prix et distinctions
- Prix Excellence de l’Association québécoise du loisir municipal en 2019 dans la catégorie Municipalités, villes ou arrondissements - 25 000 à 74 999 habitants[3].
- Grand Prix de génie-conseil de l’Association des firmes de génie-conseil du Québec 2020 remis à la firme GBi, qui a mis au point des méthodes et des séquences de travail particulières, afin de respecter les habitats de la faune et de la flore au gré des saisons[4].